# Pedro Salas
Pedro Salas Rodríguez (Córdova, 7 de dezembro de 1923 — Córdoba, 15 de junho de 2000) foi um ciclista olímpico argentino. Salas representou sua nação na prova de perseguição por equipes (4.000 m) nos Jogos Olímpicos de Verão de 1952, em Helsinque.